# James Rothman
James E. Rothman, né le 3 novembre 1950 à Haverhill dans le Massachusetts aux États-Unis, est un biologiste américain et professeur à l'université Yale. Il est, avec Randy Schekman et Thomas Südhof, lauréat du prix Nobel de physiologie ou médecine en 2013.

## Apports scientifiques
James Rothman découvre, en étudiant le trafic vésiculaire des compartiments golgiens, des protéines qui jouent un rôle clef dans la fusion des vésicules à l'origine des exocytoses. Il les nomme, de par leur exubérante sensibilité au N-éthylmaléimide, par l'acronyme SNARE.